# Iranarpia albalis
Iranarpia albalis là một loài bướm đêm trong họ Crambidae.